# Nuno Álvares Pereira de Melo, 1.º Duque de Cadaval
D. Nuno Álvares Pereira de Melo (Évora, 26 de abril de 1648 - 29 de janeiro de 1725), na Carta Régia de D. João IV de Portugal Duque de Cadaval. A medida foi considerada de justiça, por se tratar do parente mais chegado, por varonia, à Casa de Bragança e de razão, por ser o novo titular na hierarquia da nobreza na «maior pessoa que hoje he em Portugal abaixo de S. M. e A.».

## Origem
Filho de Francisco de Melo, 3º marquês de Ferreira (título de 1534) e 4º conde de Tentúgal (título de 1504), e de Joana Pimentel.
Nasceu em Évora em 4 de novembro de 1638 e foi educado no Palácio Real.
Foram seus irmãos D. Teodósio de Melo de Bragança, (morto em 1672), cônego na Sé de Lisboa, sumilher da cortina de D. Afonso VI de Portugal, e D. Isabel de Moscoso (1640-1650).

## Primeiros anos
Depois da aclamação del-rei D. João IV de Portugal, o marquês de Ferreira transferiu sua casa para Lisboa, e D. Nuno criou-se no paço real, passando-se-lhe em 20 de março de 1641 carta de conde de Tentúgal, declarando-se que venceria o assentamento desde o dia em que nascera, e que teria o mesmo que o conde de Alcoutim, 260$000 réis que lhe pertenciam como parente da Casa Real. Quando faleceu seu pai em 1645, sucedeu na sua importantíssima casa e no título de marquês de Ferreira, por carta de 3 de agosto de 1645 e de conde sobrinho em 8 de agosto de 1645. Em 26 de abril de 1648 concedeu-lhe el-rei o título de Duque de Cadaval, dia em que nasceu o infante D. Pedro, cuja carta se lhe passou a 18 de julho. Desde então o primogénito ficou sendo marquês de Ferreira e o 2.° filho conde de Tentúgal.

## Carreira
Em 1657, com 19 anos, foi nomeado familiar do Santo Oficio. Em 1657 quis o Duque tomar parte na guerra do Alentejo, mas a Rainha regente D. Luísa de Gusmão não consentiu, proibindo-lhe de sair da Corte, por carta de 19 de maio. Em 1658 tentou novamente partir para o exército, e desta vez obteve permissão, porque a Rainha tencionava nomeá-lo general de cavalaria na seguinte campanha. Assistiu ao cerco de Badajoz e ao ataque do forte de S. Miguel, sempre com distinção, porém neste ataque recebeu dois ferimentos, um deles de muita gravidade, em que uma bala lhe despedaçou o ombro esquerdo, obrigando-o a tratamento prolongado, e de que sempre ficou sofrendo. Em 1659 quis voltar ao exército, mas a rainha o não deixou, e a 10 de março o nomeou conselheiro de Estado, ministro do despacho da junta nocturna, onde se tratavam os mais importantes negócios e os mais altos interesses do reino.
Era dos fidalgos que mais censuravam o procedimento irregular do Príncipe D. Afonso, e por isso, tão depressa subiu ao trono, o novo monarca mandou-o para a vila de Almeida. O valente militar, apesar de lhe ser proibido repetidas vezes sair a campanha durante o tempo do seu exílio, ainda serviu como soldado às ordens do governador das armas da província da Beira, tornando-se notável em alguns combates. Sentindo-se doente partiu para as Caldas da Rainha, donde passou a Tentúgal, e sendo-lhe estranhado aquele proceder, dirigiu uma representação ao rei, em que obteve, licença para residir em Alenquer, e mais tarde permitido regressar a Lisboa.
Tomou grande parte na deposição do monarca e na entrega do governo do reino ao seu irmão D. Pedro. Assistiu como condestável às Cortes de 27 de janeiro de 1668, reunidas para o juramento do infante como regente no impedimento perpétuo de D. Afonso VI de Portugal, e foi ele quem a rainha D. Maria Francisca de Saboia encarregou de tratar, como seu procurador, da causa do divórcio.
Quando terminou a Guerra da Restauração, contra Espanha, teve a nomeação de primeiro plenipotenciário para o tratado da paz assinado em Lisboa a 13 de fevereiro de 1668. Ainda neste ano a Rainha o escolheu para seu mordomo-mor, cargo que conservou até à sua morte, servindo sucessivamente as rainhas D. Maria Sofia de Neuburgo e D. Maria Ana de Áustria.
Em Junho de 1670 foi nomeado presidente do Conselho Ultramarino, cargo de que se exonerou em 1673, ano em que o infante regente resolveu guarnecer a corte com cavalaria paga, dando-lhe o governo dela, e o da província da Estremadura. Também foi presidente da Junta do Tabaco, logo na sua criação em 1678, cargo que serviu durante 20 anos, sendo então transferido para o de presidente do desembargo do paço, que exerceu até falecer.
Quando em 1680, depois da fundação da colónia do Sacramento, o governo de Buenos Aires expulsou os portugueses, esteve iminente a guerra com Espanha, e por essa ocasião o Duque recebeu ordem de passar logo ao Alentejo. Como a Espanha cedeu, o duque foi nomeado 1º Ministro plenipotenciário para as negociações que terminaram pelo tratado de 6 de maio de 1681.
Foi mestre-de-campo general. Senhor das vilas de Cadaval, Vila Nova de Danços, Alvaiázere, Rabaçal, Arega, Buarcos, Anobra, Carrapito, Mortágua, Penacova, Vilalva, Vila Ruiva, Albergaria, Água de Peixes, Peral, Cercal, Póvoa, Santa Cristina, Tentúgal, Muja, Noudar, Barrancos, etc., Alcaide-mor das vilas e castelos de Olivença e de Alvor, comendador das comendas de Santo Isidoro, da vila de Eixo, Santo André de Morais, Santa Maria de Marmeleiro, São Mateus, Sardoal, da ordem de Cristo; de Grândola na de San Tiago; de Noudar na de São Bento de Avis. Pertenceu ao Conselho de Estado e da Guerra dos reis D. Afonso VI de Portugal, D. Pedro II de Portugal, e D. João V de Portugal, e despacho das mercês, e expediente, mestre de campo general da Corte e província da Estremadura, junto à pessoa do rei, e capitão general da cavalaria da mesma corte e província, governador das armas de Setúbal e de Cascais, etc.
Morto o pai em 1645, sucedeu nos vários títulos e recebeu os senhorios de Buarcos, Póvoa de Santa Cristina, Tentúgal, Arega, Anobra, Carapito, etc. Alcaide-mor de Olivença e de Alvor, senhor do paul de Muge, comendador de Santo Isidoro, Eixo, Sardoal, na Ordem de Cristo, Grândola na Ordem de Sant'Iago e Noudar na Ordem de Avis. Para festejar o nascimento do Infante D. Pedro, futuro Pedro II de Portugal, D. João IV quis que o 5º conde de Tentúgal, apesar da pouca idade, fosse investido em um novo título que marcasse bem sua grandeza nobiliárquica. Foi esta a origem histórica da Casa de Cadaval.
O 1º duque fez construir um enorme palácio na vila de Muge, ponto-chave do domínio senhorial na Estremadura. No arrabalde de Lisboa, mandou construir uma casa nobre em Pedrouços, que serviu por vezes de residência a D. Pedro II, guardando na toponímia a designação de Alto do Duque.
Estando em 1682 ajustado o casamento do Duque de Sabóia, Vítor Amadeu, com a infanta D. Isabel, o Duque de Cadaval foi como embaixador extraordinário à corte de Turim conduzir a Lisboa aquele príncipe. O casamento, porém, não se realizou. No princípio do século XVIII, tendo falecido o Rei de Espanha Carlos II, sucedeu-lhe Filipe V de Espanha, que várias potências logo reconheceram como soberano, entre as quais se contava Portugal. D. Pedro II de Portugal, porém, mudou de parecer, decidindo-se a auxiliar as pretensões do Arquiduque Carlos. Cadaval não aprovou a mudança de política, mas ao ver que os seus conselhos nada conseguiam, e a guerra declarada, sujeitou o seu voto à decisão do monarca, e tratou com empenho que a sua vontade fosse satisfeita. D. Pedro partiu para a Beira, deixando-o em Lisboa para assistir à rainha governadora, mas ao chegar a Santarém, logo o mandou chamar, levando-o consigo para a Beira, onde lhe deu a patente de mestre do campo general junto à sua pessoa.
Depois da morte de D. Pedro em 1706, D. João V de Portugal nomeou em Abril de 1707 o Duque de Cadaval governador do exército que se devia formar na Beira, ficado com a mesma patente de mestre de campo general, mas não chegou a exercer esta comissão, e durante o novo reinado conservou-se mais retirado dos negócios públicos, porque D. João V, apenas subiu ao trono, diligenciou afastar do poder os validos de seu pai.
Em Setembro de 1725, teve um ataque apopléctico, repetido um ano depois, vindo a falecer. Durante o tempo da sua doença recebeu as maiores demonstrações de afeto da família real, da corte e do povo.

## Resumo
Participou em 1658 na campanha do Alentejo com o posto de tenente real, ferindo-se no cerco de Badajoz. Foi, por decisão da Regente D. Luísa de Gusmão, conselheiro de Estado e ministro da Junta Nocturna, vindo a ser no reinado de D. Afonso VI de Portugal uma das principais figuras da  cena política como claro opositor ao conde de Castelo Melhor. Foi por isso desterrado para Almeida, e o conde foi sempre com ele implacável em seu desterro. Com a queda do Escrivão da Puridade, o duque recuperou o valimento e foi a principal figura do partido do príncipe D. Pedro, futuro Pedro II de Portugal.
Ocupou sucessivamente os cargos de condestável nas Cortes de 1667, de mordomo-mor da Rainha D. Maria Francisca de Saboia em 1668, de presidente da Junta do Tabaco (1678), de mestre-de-campo general da província da Estremadura (1681) sendo mandado a Turim assentar os esponsais da Infanta D. Isabel com o duque Vítor Amadeu de Sabóia. Em 1687 foi mordomo-mor da Rainha D. Maria Sofia de Neuburgo, presidente do Desembargo do Paço (1698), mestre-de-campo general em 1706. Sob D. João V de Portugal continuou a ter prestígio, sendo mordomo-mor da Rainha D.ª Maria Ana de Áustria em 1708 e servindo de conselheiro do monarca.
Numa época em que a moda era inclinar-se pela Espanha, favorecia a França. Pertenceu-lhe aliás a ruptura do projetado casamento de D. Isabel com o duque de Sabóia e a tentativa de casá-la, em 1684, com um príncipe ou nobre da casa de França.
No campo cultural, sua valiosa «livraria» era sem igual, singular coleção de papéis impressos, cartas, relatórios, pareceres, memórias e outros documentos de interesse histórico, literário e genealógico, completada aliás por seu filho. Virginia Rau e Maria Fernanda Gomes da Silva publicaram aliás «Os Manuscritos do Arquivo da Casa Cadaval respeitantes ao Brasil» em 1956-1958.

## Casamentos e descendência
Casou três vezes: 
- 1 - em Évora em 29 de dezembro de 1660 com D. Maria de Faro (1635-1661 Lisboa), condessa de Faro e de Odemira, viúva desde 1658 de D. João Forjaz Pereira Pimentel, 8° conde da Feira, com quem tinha casado em 1653. Era filha de D. Mariana da Silveira e Soares e de D. Francisco de Faro (1600-1661), 7° Conde de Odemira.
- 2 - na França, Paris, em 2 de fevereiro de 1671 casou com a princesa D. Maria Angélica Henriqueta de Lorena (1646-1674), filha de Francisco de Lorena, 2º conde de Rieux, Príncipe de Harcourt, filho de Carlos II, Duque de Elbeuf e Catarina Henriqueta, filha bastarda de Henrique IV de França e de Ana d'Ormano.
- 3 -  e, ainda em França, em Versalhes, em 25 de junho de 1675, casou com a princesa Margarida Armanda de Lorena ou Lorena-Armagnac, filha de Luís de Lorena, Conde de Armagnac e de Harcourt, estribeiro-mor de Luís XIV, e de sua esposa Catarina de Neuville, filha do Duque de Villeroy. Esta senhora sobreviveu três anos ao seu marido, falecendo a 15 de dezembro de 1730. Os descendentes adiante tiveram sobrenome "Álvares Pereira de Melo."

Teve a seguinte descendência:
Primeiro casamento
- D. Joana (1661-1669), condessa de Tentúgal, de Faro e de Odemira;
- Filho (1663-cedo morto);
- Filho (1664-cedo morto).

Segundo casamento
- D. Isabel Henriqueta de Lorena (Lisboa, 1672 - 1699, Évora). Em 1690 casou-se com Rodrigo Anes de Sá e Meneses (morto em 1733), 3.º Marquês de Fontes e 1.º Marquês de Abrantes;
- D. Francisco (Lisboa nascido em 1674 e no mesmo ano morto em Évora).

Terceiro casamento
- D. Francisco (Lisboa 1677-1678);
- D. Catarina (nascida e morta em  1678);
- D. Luís Ambrósio de Melo (Lisboa 1679-1700 Évora em vida de seu pai, sem sucessão), 2.º Duque de Cadaval;
- D. Ana de Lorena (1681-2 de dezembro de 1721), em 1695 casada com Luís Bernardo de Távora (morto em 1718), 5.º Conde de São João da Pesqueira. Foram os pais de Leonor Tomásia, 3.ª Marquesa de Távora;
- D. Eugênia Rosa de Lorena (1683-1724). Casada em 1698 com Manuel Teles da Silva (1682-1736), 4.º Conde de Vilar Maior e 3.º Marquês de Alegrete;
- D. Jaime de Melo (1684-1749), 5.º Marquês de Ferreira, 6.º Conde de Tentúgal declarado em 19 de dezembro de 1736 e 3.º Duque de Cadaval;
- D. Álvaro (Lisboa 1685-1701 Lisboa);
- D. Joana de Lorena (1687-1740). Casou em 1699 com Bernardo António Filipe Neri de Távora (1681-1744), 2.º Conde de Alvor, filho do 1.º Conde de Alvor, Francisco de Távora, e de sua mulher, D. Inês Catarina de Távora. Mestre de campo general de batalha dos exércitos de D. João V de Portugal, com o governo das armas da província de Trás-os-Montes, do conselho de guerra, mordomo-mor da princesa do Brasil D. Mariana Vitória, senhor da vila de Moura, comendador de Machico na ilha da Madeira e de Santa Maria de Mesquitela; de Santa Maria de Freixedas, e da de Duas Igrejas, todas na Ordem de Cristo; alcaide-mor de Marialva. Serviu com seu pai na guerra em que ocupou vários postos. General de batalha. Ferido no choque da Godinha em 1709, e ficou com o braço esquerdo paralisado. O título ficou extinto pela sentença proferida contra o 3.º Conde seu filho, Francisco de Assis de Távora, supliciado em Belém em 3 de janeiro de 1759;
- D. Rodrigo de Melo (Lisboa 1688- 1713 vila de Torres Vedras), Marquês de Cadaval. Casou em 1711 com Ana de Lorena de Sá e Menezes (1691-1740), filha do Marquês de Fontes; casou depois com sua sobrinha, Ana Catarina de Lorena;
- D. Filipa Angelina de Lorena (1694-1713) que em 1711 casou com Joaquim de Sá e Menezes (morto em 1756), marquês de Fontes e marquês de Abrantes.